# West Tisbury
West Tisbury é uma vila localizada no condado de Dukes no estado estadounidense de Massachusetts. No Censo de 2010 tinha uma população de 2.740 habitantes e uma densidade populacional de 25,33 pessoas por km².

## Geografia
West Tisbury encontra-se localizado nas coordenadas 41° 23′ 40″ N, 70° 39′ 23″ O. Segundo o Departamento do Censo dos Estados Unidos, West Tisbury tem uma superfície total de 108.17 km², da qual 64.83 km² correspondem a terra firme e (40.06%) 43.34 km² é água.

## Demografia
Segundo o censo de 2010, tinha 2.740 pessoas residindo em West Tisbury. A densidade populacional era de 25,33 hab./km². Dos 2.740 habitantes, West Tisbury estava composto pelo 94.85% brancos, o 0.91% eram afroamericanos, o 0.62% eram amerindios, o 0.69% eram asiáticos, o 0.04% eram insulares do Pacífico, o 0.91% eram de outras raças e o 1.97% pertenciam a duas ou mais raças. Do total da população o 1.28% eram hispanos ou latinos de qualquer raça.